# Authon-du-Perche

Authon-du-Perche este o comună în departamentul Eure-et-Loir, Franța. În 1 ianuarie 2018 avea o populație de 1.186 de locuitori.